# Sommet de l'OTAN de novembre 2002
Pour un article plus général, voir Sommet de l'OTAN.

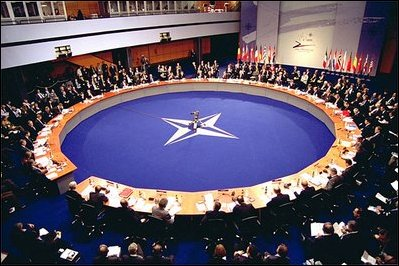
Sommet de l’OTAN à Prague en 2002

Le sommet de l'OTAN Prague 2002 est le 16e sommet de l'OTAN, conférence diplomatique réunissant à Prague, en République tchèque, le 21 et 22 novembre 2002, les chefs d'État et de gouvernement des pays membres de l'Organisation du traité de l'Atlantique nord.